# Marcus Burghardt
Marcus Burghardt, född 30 juni 1983 i Zschopau, Erzgebirge, är en tysk professionell tävlingscyklist. Han tävlade för UCI ProTour-stallet Team Columbia mellan 2005 och 2009. Inför säsongen 2010 blev han kontrakterad av BMC Racing.

## Karriär
Burghardt, som blev professionell 2005, vann vårklassikern Gent-Wevelgem 2007 framför sin stallkamrat Roger Hammond. Samma år vann han den tredje och femte etappen på 3 Länder Tour. Han slutade också trea på E3 Prijs Vlaanderen efter Tom Boonen och Fabian Cancellara.
Innan han blev professionell tävlade han för amatörlaget Wiesenhof, med vilka han vann Bundesliga Gerlingen 2004. Marcus Burghardt var stagiare, en amatörcyklist som under några månader får prova på att vara professionell, med det tyska stallet T-Mobile Team under de sista månaderna under 2004. Laget kontrakterade sedan tysken för åren därpå.
Under 2005 var han del av T-Mobile Teams laguppställning till Vuelta a España.
Marcus Burghardt gjorde debut i Tour de France 2007 och fick en del uppmärksamhet efter att han krockade med en hund under en av etapperna. En tävling som han också körde under 2008. Tysken vann under tävlingen etapp 18 efter en lång utbrytning tillsammans med spanjoren Carlos Barredo. Efter etappen blev han också utsedd till dagens mest offensiva cyklist. 
Burghardt slutade på fjärde plats på etapp 9, ett tempolopp, på Schweiz runt bakom Fabian Cancellara, Tony Martin och Thomas Dekker. Marcus Burghardt slutade på tredje plats på etapp 1 av Sachsen-Tour International um den Sparkassen-Cup 2009 bakom André Greipel och Alex Rasmussen. På samma tävling slutade han på fjärde plats på etapp 4; en placering som han också tog i tävlingens slutställning.

## Meriter
2005
4:a, Dwars door Vlaanderen
2007
1:a, Gent-Wevelgem
1:a, etapp 3 och 5, 3 Länder Tour
3:a, E3 Prijs Vlaanderen
13:e, Flandern runt
2008
1:a, etapp 18, Tour de France 2008
2009
3:a, etapp 1, Sachsen-Tour International um den Sparkassen-Cup
2017
1:a, Tyska mästerskapen i linjelopp

## Stall
- T-Mobile Team (stagiaire) 2004
- T-Mobile Team 2005–2007
- Team Columbia 2008–2009
- BMC Racing 2010–2016
- Bora–Hansgrohe 2017–